# Megachile curtula
Megachile curtula är en biart som beskrevs av Carl Eduard Adolph Gerstäcker 1857. Megachile curtula ingår i släktet tapetserarbin, och familjen buksamlarbin. Inga underarter finns listade i Catalogue of Life.